# Miconia subspicata
Miconia subspicata är en tvåhjärtbladig växtart som beskrevs av John Julius Wurdack. Miconia subspicata ingår i släktet Miconia och familjen Melastomataceae.
Artens utbredningsområde är Ecuador. Inga underarter finns listade i Catalogue of Life.